# Freberg Rocks
Die Freberg Rocks sind eine kleine Gruppe von Rifffelsen vor der Südküste Südgeorgiens. Sie liegen 3,8 km westnordwestlich des Ducloz Head vor der Rocky Bay.
Der South Georgia Survey nahm während seiner von 1951 bis 1957 dauernden Kampagne Vermessungen vor. Das UK Antarctic Place-Names Committee benannte sie 1958 nach dem Norweger Hjalmar Freberg (1893–1973), Harpunier der Tønsberg Hvalfangeri im Husvik Harbor von 1946 bis 1954.